# Irving Briskin
Irving Briskin est un producteur américain né le 28 février 1903 à New York (État de New York) et mort le 29 mai 1981 à Los Angeles (Californie).

## Biographie
Il dirigea une des branches de Columbia Pictures, spécialisée dans les films à petits budgets.

## Filmographie
- 1931 : Border Law de Louis King
- 1931 : The Deadline de Lambert Hillyer
- 1931 : The One Way Trail de Ray Taylor
- 1931 : Le Ranch de la terreur (The Range Feud) de D. Ross Lederman
- 1932 : End of the Trail de D. Ross Lederman
- 1932 : Forbidden Trail de Lambert Hillyer
- 1932 : Ridin' for Justice de D. Ross Lederman
- 1932 : South of the Rio Grande de Lambert Hillyer
- 1932 : Texas Cyclone de D. Ross Lederman
- 1932 : The Riding Tornado de D. Ross Lederman
- 1932 : La Loi du coup de poing (Two Fisted Law) de D. Ross Lederman
- 1933 : Thrill Hunter de George B. Seitz
- 1933 : Treason de George B. Seitz
- 1934 : The Fighting Ranger (en) de George B. Seitz
- 1934 : The Man Trailer de Lambert Hillyer
- 1935 : Justice of the Range (en) de David Selman (en)
- 1935 : Riding Wild de David Selman
- 1935 : Square Shooter de David Selman
- 1935 : The Revenge Rider de David Selman
- 1936 : Come Closer, Folks (en) de D. Ross Lederman
- 1936 : End of the Trail d'Erle C. Kenton
- 1936 : La Mascotte de la marine (en) (Pride of the Marines) de D. Ross Lederman
- 1936 : Le Capitaine du diable de D. Ross Lederman
- 1936 : Legion of Terror de Charles C. Coleman
- 1936 : L'Homme qui vécut deux fois de Harry Lachman
- 1936 : Shakedown de David Selman
- 1936 : The Cowboy Star de David Selman
- 1936 : Two-Fisted Gentleman de Gordon Wiles
- 1937 : A Dangerous Adventure (en) de D. Ross Lederman
- 1937 : Criminals of the Air de Charles C. Coleman
- 1937 : Girls Can Play de Lambert Hillyer
- 1937 : Motor Madness de D. Ross Lederman
- 1937 : Paid to Dance de Charles C. Coleman
- 1937 : Speed to Spare de Lambert Hillyer
- 1937 : The Game That Kills de D. Ross Lederman
- 1937 : Le Fantôme du cirque (The Shadow) de Charles C. Coleman
- 1937 : Venus Makes Trouble de Gordon Wiles
- 1937 : Woman in Distress de Lynn Shores (en)
- 1938 : Adventure in Sahara de D. Ross Lederman
- 1938 : Détenues de Lambert Hillyer
- 1938 : Extortion de Lambert Hillyer
- 1938 : Juvenile Court de D. Ross Lederman
- 1938 : Rio Grande de Sam Nelson
- 1938 : Who Killed Gail Preston? de Leon Barsha
- 1938 : Zorro l'homme-araignée de James W. Horne et Ray Taylor
- 1939 : A Woman Is the Judge de Nick Grinde
- 1939 : First Offenders de Frank McDonald
- 1939 : Five Little Peppers and How They Grew de Charles Barton
- 1939 : Homicide Bureau de Charles C. Coleman
- 1939 : Riders of Black River de Norman Deming
- 1940 : Five Little Peppers in Trouble de Charles Barton
- 1940 : Glamour for Sale de D. Ross Lederman
- 1940 : Men Without Souls de Nick Grinde
- 1940 : Military Academy de D. Ross Lederman
- 1940 : Nobody's Children de Charles Barton
- 1940 : Out West with the Peppers de Charles Barton
- 1940 : Prairie Schooners de Sam Nelson
- 1940 : The Durango Kid de Lambert Hillyer
- 1940 : The Lone Wolf Keeps a Date de Sidney Salkow
- 1940 : The Lone Wolf Meets a Lady de Sidney Salkow
- 1940 : The Man from Tumbleweeds (en) de Joseph H. Lewis
- 1940 : L'Homme que j'ai ressuscité (The Man with Nine Lives) de Nick Grinde
- 1940 : The Secret Seven (film) de James Moore
- 1941 : Meet Boston Blackie de Robert Florey
- 1941 : Sing for Your Supper (en) de Charles Barton
- 1941 : Le Visage derrière le masque (The Face Behind the Mask) de Robert Florey
- 1941 : The Officer and the Lady de Sam White
- 1941 : Two in a Taxi de Robert Florey
- 1942 : Alias Boston Blackie de Lew Landers
- 1942 : Boston Blackie Goes Hollywood de Michael Gordon
- 1942 : Canal Zone de Lew Landers
- 1942 : Down Rio Grande Way (en) de William Berke
- 1942 : Not a Ladies' Man de Lew Landers
- 1943 : Is Everybody Happy? de Charles Barton
- 1943 : Klondike Kate (en) de William Castle
- 1943 : Passport to Suez d'André De Toth
- 1944 : Beautiful But Broke de Charles Barton
- 1944 : Hey, Rookie de Charles Barton
- 1944 : Jam Session de Charles Barton
- 1945 : I Love a Mystery de Henry Levin
- 1945 : The Blonde from Brooklyn de Del Lord